# Vlaamse Televisie Sterren 2011
De Vlaamse Televisie Sterren 2011 was de vierde keer dat de Vlaamse Televisie Academie verscheidene programma's en tv-figuren bekroonde. De prijsuitreiking, De Nacht Van De Vlaamse Televisie Sterren 2011, werd voor de tweede keer uitgezonden door VTM en opnieuw gepresenteerd door Wim De Vilder en Cathérine Moerkerke, nieuwsankers van respectievelijk Eén en VTM. Het evenement vond plaats op 25 februari 2011 in de Ethias Arena.
In totaal werden er 14 Televisie Sterren uitgereikt. Het tv-programma De Allerslimste Mens ter Wereld (Eén) en actrice Nathalie Meskens werden de grote winnaars. Samen waren ze goed voor vier prijzen.
De categorie "Beste Lifestyleprogramma" en "Populairste Tv-persoonlijkheid" maakten voor het eerst deel uit van de prijstuitreiking. De categorie "Beste Fictieprogramma" veranderde in "Beste Drama". De categorieën "Beste Nieuwsprogramma" en "Beste Informatieprogramma" werden opnieuw samengevoegd.
Er werd tijdens de liveshow ook hulde gebracht aan de in 2010 overleden Jan Wauters, Jerome Verhaeghe, Arthur Semay, Dirk Grijspeirt, Jet Naessens, Chris Aerts en Bobbejaan Schoepen.

## Winnaars
| Categorie                       | Winnaar                                     | Genomineerden                               | Uitgereikt door                                                  |
| ------------------------------- | ------------------------------------------- | ------------------------------------------- | ---------------------------------------------------------------- |
| Beste Acteur                    | Peter Van den Begin (Oud België, Eén)       | Herwig Ilegems (Duts, Canvas)               | Jonas Van Geel en Guga Baúl (als Erik Van Looy en Gunter Lamoot) |
| Beste Acteur                    | Peter Van den Begin (Oud België, Eén)       | Mike Verdrengh (De Rodenburgs, VTM)         | Jonas Van Geel en Guga Baúl (als Erik Van Looy en Gunter Lamoot) |
| Beste Acteur                    | Peter Van den Begin (Oud België, Eén)       | Walter Baele (Tegen de Sterren op, VTM)     | Jonas Van Geel en Guga Baúl (als Erik Van Looy en Gunter Lamoot) |
| Beste Actrice                   | Nathalie Meskens (Tegen de Sterren op, VTM) | Barbara Sarafian (Tegen de Sterren op, VTM) | Wim Oosterlinck en Anke Buckinx                                  |
| Beste Actrice                   | Nathalie Meskens (Tegen de Sterren op, VTM) | Marie Vinck (De Rodenburgs, VTM)            | Wim Oosterlinck en Anke Buckinx                                  |
| Beste Actrice                   | Nathalie Meskens (Tegen de Sterren op, VTM) | Els Dottermans (Oud België, Eén)            | Wim Oosterlinck en Anke Buckinx                                  |
| Beste Presentator               | Marcel Vanthilt (Villa Vanthilt, Eén)       | Bram Van Deputte (De Dagshow, VTM)          | Ann Van Elsen en Tanja Dexters                                   |
| Beste Presentator               | Marcel Vanthilt (Villa Vanthilt, Eén)       | Lieven Van Gils (Reyers Laat, Canvas)       | Ann Van Elsen en Tanja Dexters                                   |
| Beste Presentator               | Marcel Vanthilt (Villa Vanthilt, Eén)       | Koen Wauters (De Juiste Prijs, VTM)         | Ann Van Elsen en Tanja Dexters                                   |
| Beste Presentatrice             | An Lemmens (De Dagshow, VTM)                | Francesca Vanthielen (My Name Is, VTM)      | Geert Hunaerts                                                   |
| Beste Presentatrice             | An Lemmens (De Dagshow, VTM)                | Frieda Van Wijck (De Klas van Frieda, Eén)  | Geert Hunaerts                                                   |
| Beste Presentatrice             | An Lemmens (De Dagshow, VTM)                | Martine Tanghe (Het Journaal, Eén)          | Geert Hunaerts                                                   |
| Beste Drama                     | Dubbelleven (Eén)                           | De Rodenburgs (VTM)                         | Herbert Flack en Adriaan Van den Hoof                            |
| Beste Drama                     | Dubbelleven (Eén)                           | Oud België (Eén)                            | Herbert Flack en Adriaan Van den Hoof                            |
| Beste Drama                     | Dubbelleven (Eén)                           | Vermist (VT4)                               | Herbert Flack en Adriaan Van den Hoof                            |
| Beste Realityprogramma          | De school van Lukaku (Eén)                  | Komen Eten (VT4)                            | Pieter Loridon en de kandidaten van Wie Kiest Pieter?            |
| Beste Realityprogramma          | De school van Lukaku (Eén)                  | God en klein Pierke (Eén)                   | Pieter Loridon en de kandidaten van Wie Kiest Pieter?            |
| Beste Realityprogramma          | De school van Lukaku (Eén)                  | Tomtesterom (Eén)                           | Pieter Loridon en de kandidaten van Wie Kiest Pieter?            |
| Beste Informatieprogramma       | Het Journaal (Eén)                          | Belga Sport (Canvas)                        | Matthijs van Nieuwkerk                                           |
| Beste Informatieprogramma       | Het Journaal (Eén)                          | Belpop (Canvas)                             | Matthijs van Nieuwkerk                                           |
| Beste Informatieprogramma       | Het Journaal (Eén)                          | Man bijt hond (Eén)                         | Matthijs van Nieuwkerk                                           |
| Beste Lifestyleprogramma        | Dagelijkse kost (Eén)                       | SOS Piet (VTM)                              | De Anneliezen (Karlien Sileghem en Tine Embrechts)               |
| Beste Lifestyleprogramma        | Dagelijkse kost (Eén)                       | Red Mijn Huis (VTM)                         | De Anneliezen (Karlien Sileghem en Tine Embrechts)               |
| Beste Lifestyleprogramma        | Dagelijkse kost (Eén)                       | Vlaanderen Vakantieland (Eén)               | De Anneliezen (Karlien Sileghem en Tine Embrechts)               |
| Beste Entertainmentprogramma    | De Allerslimste Mens ter Wereld (Eén)       | Sterren op de Dansvloer (VTM)               | Kaatje (Sarah Vangeel) en Kamiel                                 |
| Beste Entertainmentprogramma    | De Allerslimste Mens ter Wereld (Eén)       | De jaren stillekes (Eén)                    | Kaatje (Sarah Vangeel) en Kamiel                                 |
| Beste Entertainmentprogramma    | De Allerslimste Mens ter Wereld (Eén)       | De Pappenheimers (Eén)                      | Kaatje (Sarah Vangeel) en Kamiel                                 |
| Beste Humor- en Comedyprogramma | Tegen de Sterren op (VTM)                   | Zonde van de zendtijd (Canvas)              | Roos Van Acker                                                   |
| Beste Humor- en Comedyprogramma | Tegen de Sterren op (VTM)                   | Benidorm Bastards (2BE)                     | Roos Van Acker                                                   |
| Beste Humor- en Comedyprogramma | Tegen de Sterren op (VTM)                   | Mag ik u kussen? (Canvas)                   | Roos Van Acker                                                   |
| Populairste Televisieprogramma  | De Allerslimste Mens ter Wereld (Eén)       | Dagelijkse kost (Eén)                       | Luc Appermont en Dina Tersago                                    |
| Populairste Televisieprogramma  | De Allerslimste Mens ter Wereld (Eén)       | De Pappenheimers (Eén)                      | Luc Appermont en Dina Tersago                                    |
| Populairste Televisieprogramma  | De Allerslimste Mens ter Wereld (Eén)       | Dubbelleven (Eén)                           | Luc Appermont en Dina Tersago                                    |
| Populairste Tv-persoonlijkheid  | Nathalie Meskens                            | Philippe Geubels                            | Bart De Wever                                                    |
| Populairste Tv-persoonlijkheid  | Nathalie Meskens                            | Erik Van Looy                               | Bart De Wever                                                    |
| Populairste Tv-persoonlijkheid  | Nathalie Meskens                            | Jeroen Meus                                 | Bart De Wever                                                    |
| Rijzende Ster                   | Clara Cleymans                              |                                             | Goedele Liekens en Karin Jacobs                                  |
| Carrière Ster                   | Chris Lomme                                 | Mike Verdrengh                              |                                                                  |

## Meervoudige nominaties en awards

### Meeste nominaties
- 3: De Dagshow, De Rodenburgs, Oud België, Tegen de Sterren Op
- 2: Dubbelleven, De Pappenheimers, Dagelijkse Kost, Nathalie Meskens, Slimste Mens ter Wereld

### Meeste awards
- 2: Nathalie Meskens, Tegen de Sterren Op, Slimste Mens ter Wereld